# Josef Mayr
Josef Mayr (16 de junho de 1900 em Augsburg - 2 de agosto de 1957 em La Spezia, Itália) foi o prefeito de Augsburg, Alemanha, entre 1934 e 1945. Ele era membro do Partido Nazi.